# ヨウル (アイスランド)
ヨウル（アイスランド語: Jól 、アイスランド語発音: [ˈjoːul̥]）は、アイスランドおよびフェロー諸島のクリスマスシーズンを示す言葉である。本来は、無宗教の祝祭であった。
ヨウルの開始は、12月24日午後に教会堂鐘 (Church bell) により国中に正式に告げられる。正確には6週間にわたっての行事であり、これには7つの時期、日にちがある：Aðventa （アドベント、ヨウルの4つ前の日曜日）、Aðfangadagskvöld （クリスマス・イヴ）、Jóladagur （クリスマス）、Annar í jólum （心付けの日）、Annar í jólum （大晦日）、Nýársdagur  （元日）およびÞrettándinn （クリスマスから13日目、シーズンの最終日）。
アイスランドの主な行事はクリスマス・イヴ（Aðfangadagskvöld）であり、メインのクリスマス料理が供され、贈り物を交換する。西洋のクリスマスの一般的な伝統と異なり、イヴが主要な日である。

## クリスマス（Jóladagur）
12月24日の13日前に、ヨウラスヴェイナル (Yule lads) が町を訪れ始め、行儀のよい子供達に窓に吊るされた靴の中へ贈り物を配る。

## 食事
クリスマス・イヴに、伝統的クリスマス料理が供される。料理は地域と入手しやすさにより異なる。最も人気の料理はラムや豚肉の燻製、ライチョウ、シチメンチョウである。

## Þrettándinn
1月6日にアイスランドで祝うÞrettándinn （ヨウルの13日目）には、家の隅に向かい、民間伝承詩を大声で叫んで邪悪な精霊を追い出して良い精霊とエルフを呼ぶ伝統がある。
Komi þeir sem koma vilja (来るもの達)
Fari þeir sem fara vilja (行くもの達)
Mér og mínum að meina-lausu (私も私の家族も傷つけるな）
地域共有の焚き火を囲み、花火を打ち上げて、エルフが訪れて人々と踊る。